# Élections régionales de 2008 en Basse-Saxe
Les élections régionales de 2008 en Basse-Saxe (en allemand : Landtagswahl im Niedersachsen 2008) se tiennent le 27 janvier 2008, afin d'élire les 135 députés de la 16e législature du Landtag, pour un mandat de cinq ans. Du fait de la loi électorale, 152 députés sont élus.
Le scrutin est marqué par une nouvelle victoire de la CDU du ministre-président Christian Wulff, dont la majorité relative est cependant amoindrie. Wulff se maintient au pouvoir en reformant une « coalition noire-jaune » avec le FDP.

## Contexte
Lors des élections régionales du 2 février 2003, l'Union chrétienne-démocrate d'Allemagne (CDU), au pouvoir entre 1976 et 1990, conduite pour la troisième fois consécutive par le député Christian Wulff, remporte 48,3 % des suffrages exprimés mais échoue à obtenir la majorité absolue des sièges avec 91 députés sur 183.
Le Parti social-démocrate d'Allemagne (SPD), emmené par le ministre-président Sigmar Gabriel, s'effondre en obtenant seulement 33,4 % des voix et 63 députés, soit un recul de l'ordre de 14 points et 20 sièges par rapport au scrutin de 1998. La percée du Parti libéral-démocrate (FDP), qui atteint 8,1 % des suffrages, et la stabilité de l'Alliance 90 / Les Verts (Grünen), qui stagne à 7,6 % des voix, privent cependant les chrétiens-démocrates de la majorité absolue à un seul siège.
Dans son ensemble, le centre droit totalise 56,4 % des suffrages exprimés, ce qui représentante une progression spectaculaire de 16 points et 44 parlementaires. Ce niveau de domination est inédit depuis 20 ans. La CDU et le FDP s'associent alors pour former une « coalition noire-jaune » sous la présidence de Christian Wulff.

## Mode de scrutin
Le Landtag est constitué de 135 députés (en allemand : Mitglied des Landtags, MdL), élus pour une législature de cinq ans au suffrage universel direct et suivant le scrutin proportionnel d'Hondt.
Chaque électeur dispose de deux voix : la première lui permet de voter pour un candidat de sa circonscription, selon les modalités du scrutin uninominal majoritaire à un tour, le Land comptant un total de 87 circonscriptions ; la seconde voix lui permet de voter en faveur d'une liste de candidats présentée par un parti au niveau du Land.
Lors du dépouillement, l'intégralité des 135 sièges est répartie en fonction des secondes voix récoltées, à condition qu'un parti ait remporté 5 % des voix au niveau du Land. Si un parti a remporté des mandats au scrutin uninominal, ses sièges sont d'abord pourvus par ceux-ci.
Dans le cas où un parti obtient plus de mandats au scrutin uninominal que la proportionnelle ne lui en attribue, la taille du Landtag est augmentée jusqu'à rétablir la proportionnalité.

## Campagne

### Principaux partis
| Parti | Parti                                                                              | Chef de file                         | Résultat en 2003           |
| ----- | ---------------------------------------------------------------------------------- | ------------------------------------ | -------------------------- |
|       | Union chrétienne-démocrate d'Allemagne Christlich Demokratische Union Deutschlands | Christian Wulff (Ministre-président) | 48,3 % des voix 91 députés |
|       | Parti social-démocrate d'Allemagne Sozialdemokratische Partei Deutschlands         | Wolfgang Jüttner                     | 33,4 % des voix 63 députés |
|       | Parti libéral-démocrate Freie Demokratische Partei                                 | Philipp Rösler                       | 8,1 % des voix 15 députés  |
|       | Alliance 90 / Les Verts Bündnis 90/Die Grünen                                      | Ursula Helmhold                      | 7,6 % des voix 14 députés  |
|       | Die Linke                                                                          | Tina Flauger                         | 0,4 % des voix 0 député    |

### Sondages
| Institut        | Date       | CDU  | SPD  | Verts | FDP | Linke |
| --------------- | ---------- | ---- | ---- | ----- | --- | ----- |
| Institut        | Date       |      |      |       |     |       |
| FgW             | 18/01/2008 | 46 % | 33 % | 7 %   | 7 % | 5 %   |
| Infratest dimap | 17/01/2008 | 44 % | 34 % | 7 %   | 7 % | 5 %   |
| Infratest dimap | 07/01/2008 | 45 % | 33 % | 8 %   | 7 % | 3 %   |
| Emnid           | 05/01/2008 | 45 % | 32 % | 9 %   | 8 % | 4 %   |
| AMR Düsseldorf  | 29/12/2007 | 44 % | 34 % | 8 %   | 7 % | 4 %   |
| FgW             | 07/12/2007 | 44 % | 34 % | 7 %   | 7 % | 4 %   |
| Infratest dimap | 07/11/2007 | 44 % | 33 % | 9 %   | 7 % | 4 %   |
| Infratest dimap | 23/10/2007 | 45 % | 33 % | 8 %   | 6 % | 5 %   |
| Emnid           | 18/10/2007 | 45 % | 31 % | 10 %  | 7 % | 4 %   |
| Infratest dimap | 06/09/2007 | 44 % | 34 % | 9 %   | 7 % | 3 %   |
| Forsa           | 16/08/2007 | 47 % | 29 % | 9 %   | 7 % | 4 %   |
| Forsa           | 31/05/2007 | 46 % | 29 % | 9 %   | 8 % | 4 %   |
| Infratest       | 21/05/2007 | 41 % | 36 % | 8 %   | 8 % | 4 %   |
| Forsa           | 15/02/2007 | 46 % | 29 % | 9 %   | 9 % | 3 %   |
| Infratest dimap | 26/01/2017 | 43 % | 34 % | 10 %  | 8 % | 2 %   |

## Résultats

### Voix et sièges
|                                   | Union chrétienne-démocrate d'Allemagne (CDU) | Union chrétienne-démocrate d'Allemagne (CDU) | 1 512 779 | 44,30 | 68        | 23            | 1 456 742 | 42,53 | 0  | 68  | 23            |  |  |  |
|                                   | Parti social-démocrate d'Allemagne (SPD)     | Parti social-démocrate d'Allemagne (SPD)     | 1 183 758 | 34,67 | 19        | 10            | 1 036 727 | 30,27 | 29 | 48  | 15            |  |  |  |
|                                   | Parti libéral-démocrate (FDP)                | Parti libéral-démocrate (FDP)                | 191 840   | 5,62  | 0         | en stagnation | 279 826   | 8,17  | 13 | 13  | 2             |  |  |  |
|                                   | Alliance 90 / Les Verts (Grünen)             | Alliance 90 / Les Verts (Grünen)             | 239 581   | 7,02  | 0         | en stagnation | 274 221   | 8,01  | 12 | 12  | 2             |  |  |  |
|                                   | Die Linke (Linke)                            | Die Linke (Linke)                            | 217 345   | 6,37  | 0         | en stagnation | 243 361   | 7,10  | 11 | 11  | 11            |  |  |  |
|                                   | Parti national-démocrate d'Allemagne (NPD)   | Parti national-démocrate d'Allemagne (NPD)   | 26 012    | 0,76  | 0         | Nv.           | 52 986    | 1,55  | 0  | 0   | Nv.           |  |  |  |
|                                   | Électeurs libres (FW)                        | Électeurs libres (FW)                        | 31 195    | 0,91  | 0         | Nv.           | 17 960    | 0,52  | 0  | 0   | Nv.           |  |  |  |
|                                   | Parti des familles d'Allemagne (FAMILIE)     | Parti des familles d'Allemagne (FAMILIE)     | 381       | 0,01  | 0         | en stagnation | 13 325    | 0,39  | 0  | 0   | en stagnation |  |  |  |
|                                   | Autres                                       | Autres                                       | 11 626    | 0,34  | 0         | en stagnation | 50 278    | 1,47  | 0  | 0   | en stagnation |  |  |  |
|                                   |                                              |                                              |           |       |           |               |           |       |    |     |               |  |  |  |
| Votes valides                     | Votes valides                                | Votes valides                                | 3 414 517 | 98,23 |           |               | 3 425 426 | 98,54 |    |     |               |  |  |  |
| Votes blancs et nuls              | Votes blancs et nuls                         | Votes blancs et nuls                         | 61 595    | 1,77  | 50 686    | 1,46          |           |       |    |     |               |  |  |  |
| Total                             | Total                                        | Total                                        | 3 476 112 | 100   | 87        | 13            | 3 476 112 | 100   | 65 | 152 | 31            |  |  |  |
| Abstentions                       | Abstentions                                  | Abstentions                                  | 2 611 185 | 42,90 |           |               | 2 611 185 | 42,90 |    |     |               |  |  |  |
| Nombre d'inscrits / participation | Nombre d'inscrits / participation            | Nombre d'inscrits / participation            | 6 087 297 | 57,10 | 6 087 297 | 57,10         |           |       |    |     |               |  |  |  |

### Analyse
Bien qu'elle soit en recul de six points et 23 sièges, la CDU reste nettement la première force politique dans le Land. En effet, le SPD cède trois points et 15 mandats. Se maintenant de justesse au-dessus de la barre des 30 % des voix, il réalise le plus mauvais résultat de son histoire régionale.
Du côté des petits partis, le FDP confirme sa place de troisième force politique régionale sans réellement progresser, tout comme les Grünen. En revanche, Die Linke franchit nettement la limite des 5 % des suffrages exprimés pour faire son arrivée au Landtag, réussissant donc son implantation dans l'un des plus importants Länder de l'ancienne Allemagne de l'Ouest.

### Conséquences
La coalition au pouvoir sortante restant clairement majoritaire avec 50,7 % des suffrages et 81 députés sur 152, la CDU et le FDP poursuivent leur coalition sous la direction de Christian Wulff.